# Portretul lui Pablo de Valladolid
Portretul lui Pablo de Valladolid este o pictură realizată în ulei pe pânză de către artistul spaniol Diego Velázquez în 1635. Portretul îl reprezintă pe Pablo sau "Pablillos" de Valladolid (1587-1648), un bufon și actor de la curtea lui Filip al IV-lea din 1632 până la moartea sa. Pictura se află acum la Muzeul Prado, unde a fost mutat în 1827.
În 1701 se afla la Palacio del Buen Retiro, în 1772 la Palatul Regal din Madrid și în 1816 la Academia de San Fernando. În 1865, în timpul vizitei sale în Spania, pictorul francez Édouard Manet a scris despre aceasta:
„Poate cea mai uimitoare lucrare de pictură care a fost realizată vreodată este imaginea intitulată Portretul unui actor celebru pe vremea lui Filip al IV-lea (Pablillos Valladolid). Fundalul dispare. Aerul îl înconjoară pe bărbat, îmbrăcat complet în negru și plin de viață.”

## Alte imagini ale aceluiași model

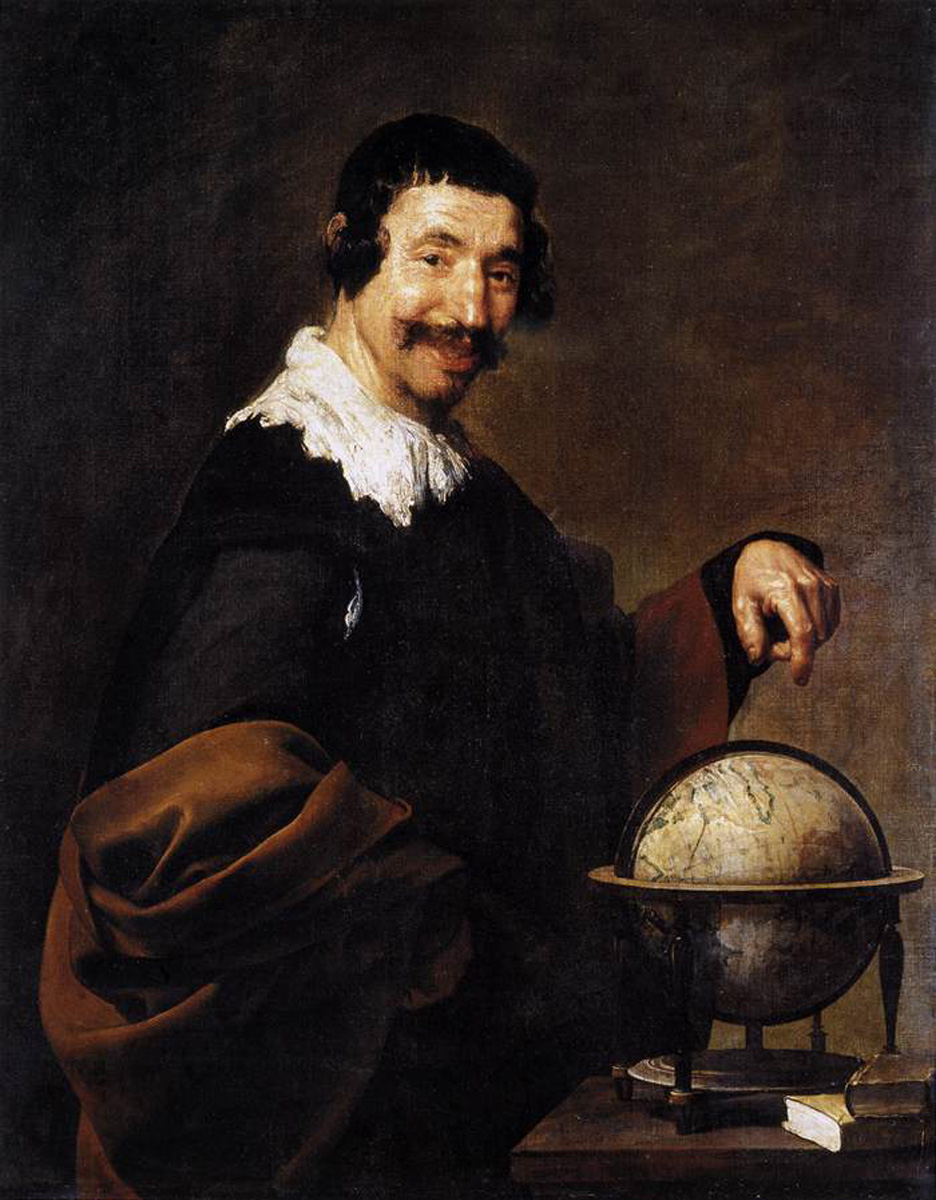
Diego Velázquez. Democritus. Musée des Beaux-Arts de Rouen
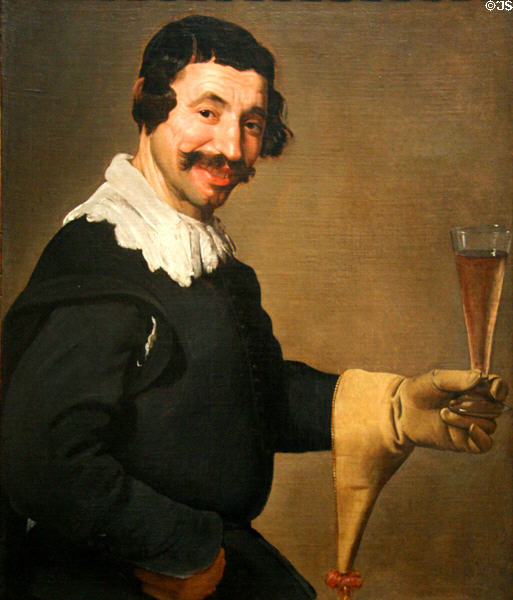
Copie după prima versiune a lui Democritus (înainte să fie repictat). Bărbat cu un pahar de vin. C. 1630. Toledo, Ohio